# 중소기업
중소기업(中小企業)은 여러 부문의 기준에 따라 대기업에 비해 비교적 규모가 작은 기업을 의미한다.
대한민국에서는 대한민국의 중소기업기본법상 요건을 충족한 기업을 말한다. 동법 시행령에 따라, 업종별로 중소기업의 기준 요건이 다르며 어떤 경우에도 상시 근로자 수가 1천명 이상인 기업이거나, 자산총액이 5천억원 이상인 기업이거나, 자기자본이 1천억원 이상인 기업이거나, 직전 3개 사업연도의 평균 매출액이 1천5백억원 이상인 기업은 중소기업에 해당하지 아니한다.(시행령 제3조 제1항) 2010년 기준 대한민국의 중소기업의 숫자는 약 280만개로 추정된다. 한국에서는 중소기업 사용자들이 권익보호를 위해 조합을 구성하여 활동하고 있다.

## 개념
중소기업의 개념을 규정하는 데 있어서 대기업(大企業)·중견기업(中堅企業), 영세기업(零細企業), 자가노동(自家勞動)의 경영 등으로 구별하는 경우도 있으나, 이러한 시도는 중소기업 기준의 방향을 제시할 수는 있을지 몰라도 충분한 이론적인 근거는 있는 것 같지 않다. 왜냐하면 영세기업, 자가노동의 경영에 대하여 이것을 중소기업의 범위에 포함시키느냐에 관해서는 논의가 있으며, 특히 자가노동의 경영에 대하여는 문제가 있다.
그러나 현대 경제기구의 중심적 원동력으로 되어 있는 독점기업에 비교하여 생각한다면, 이것을 기업으로 취급하지 않고 단순히 생업적인 것으로 간주하여 제외한다면 중소기업의 제문제의 이론적 해명을 충분히 행할 수 없을 것이다. 따라서 이것을 중소기업에 포함하여 논할 때 비로소 독점기업과 대비할 수 있고, 중소기업의 제문제의 전면적·이론적 분석이 가능하다고 할 것이다.
이상과 같은 점에서 중소기업은 타부문과 구별할 수 있는 특수성을 갖고 또한 역사성을 내포하고 있는 것으로서 정확히 본질을 표현할 수 있도록 중소기업의 개념을 규정한다면 중소기업은 다음과 같은 특질을 갖고 있는 기업이라고 할 수 있다.
1. 시장의 독점적 지배력이 없다.
2. 결과적으로 독점이윤의 형성을 이룩하는 역할을 한다.
3. 상대적으로 투하자본(投下資本)이 적다.
4. 기술적인 면에서나 경제사회 면에서 상대적으로 열등한 경영조건을 갖고 있는 기업이다.

## 특징
중소기업이 대기업과 어떠한 관계가 있는가를 기준으로 하여 독립적인 것과 종속적인 것으로 구별할 수가 있다. 종속적인 것에는 하청업체·계열화업체 등이 있다.
하청업체는 산업자본에 의한 중소자본의 지배형태로서, 산업자본이 가공·수리 등의 일을 중소기업에 위탁하는 것이다. 이러한 경우에 위탁하는 것을 일반적으로 '외주(外注)'라고 하며, 외주를 주는 기업을 '모기업(母企業)'이라고 하고, 외주를 받는 기업을 '하청기업'이라고 한다. 즉, 자본주의 사회에서 일어나는 지배적인 자본에 의하여 중소기업 자본이 지배되는 형태인 것이다. 지배·종속의 형태에 의하여 하청기업이 생산하는 것은 주로 부분품이며 완성품은 아니다. 또 모기업과 하청기업 양자의 관계는 분업기준에 의한 협력관계에 있으나, 대등한 위치에 있는 것은 아니다.
이와 같은 하청제도는 주로 기계공업을 위주로 광범하게 형성되어 있다. 그 근본적익 이유는 농촌을 기반으로 한 저임금노동력의 존재, 사회적 분업의 확대, 시장의 협소로 인한 대량생산의 불능 등 3가지 이유에 기인한다. 다시 말하면, 선진국에 비하여 임금수준이 낮을 뿐만 아니라 대기업과 중소기업간의 임금의 격차가 크며, 저임금 노동은 주로 농촌이나 도시의 빈민가로부터 공급되므로 수공업에 의존하는 부문, 또는 기계를 사용하는 것보다 수공업에 의하는 편이 유리한 부문에 하청제도가 성립되는 것이다. 또한 기계를 사용하려면 제품을 대량생산해야 되는데 그 제품을 소화시킬 만한 시장이 부족하기 때문에 기계에 의한 생산보다는 수공업에 의존해야 하는 인과관계에도 그 근본적인 이유가 있다고 보겠다.
그럼에도 불구하고 군수산업이나 보호정책에 의한 중공업의 발달로 제품 품종이 다양화되고, 부품이 복잡화되었으며, 기계의 정밀도가 높아지는 등 생산공정의 복잡화가 이루어져 하청제도가 발전하는 계기가 됐다. 또 대기업의 경우 유리한 점은 원가절감이므로, 하청제도에 의해 그만큼 고정설비를 절약하고 노무관리의 간소화를 기할 수 있게 된다. 따라서 자본을 절약하여 이익률을 높이고, 경기변동에 의한 위험을 완화시킬 수가 있는 것이다.

## 존립 조건
자본주의 경제에 있어서 대자본에 의한 기업경영이 유리한 위치에 있는 것은 명확한 일이다. 그러나 대자본의 포괄적 성격, 자본의 집중 등으로 인하여 중소기업이 멸망하는 것은 아니며, 현재 세계각국에는 많은 중소기업이 존재하고 있다. 이것은 대자본에 의한 산업의 중심영역과 생산의 통제력을 갖는 것이 중요한 것이나, 산업생산의 대부분을 통제할 수는 없어도 실제적으로 산업상의 지휘권을 갖는 일은 가능하다는 근거에 의하여 전산업을 자기가 이끌어 나갈 필요는 없고 오히려 중소기업의 낮은 임금을 이용하고 원료와 제품의 가격관계, 경기변동에 대한 안전책으로의 이용, 나아가서는 국가권력을 매개로 한 수탈 등을 통하여 중소기업을 독점이윤의 형성계기로서 이용하는 편이 유리한 때문인 것이다. 중소기업은 대자본에 종속되는 한도 내에서, 또 독점이윤 형성의 계기가 되는 한도 내에서 그 존립이 허용되며 이것이 바로 중소기업 존립의 기본적 이유라고 할 수 있다.
중소기업의 구체적인 존립조건에 대하여는 이미 많은 학설이 있다. 예를 들면 소형전동기(小型電動機)의 보급, 제품의 다양성과 기술의 복잡성, 수요의 특수성, 수송의 곤란 등의 기술적 제요인을 들어 논하는 학자가 있다. 이러한 기술적 제요인은 중소기업 존립의 하나의 구체적 조건으로는 명확한 것이나, 기술적인 이유만이 중소기업의 존립을 규정하는 조건은 아니다. 왜냐하면 이러한 것과 관련을 맺어 발생하는 생산관계 가운데에서도 중소기업 존립의 구체적인 조건을 찾아내야 하기 때문이다. 예를 들면 일련의 저임금론(低賃金論)의 주장이다.
그러나 반대로 저임금만이 중소기업 존립의 구체적인 조건이 된다는 설도 될 수 없다. 따라서 생산력적 측면(기술적 조건과 생산관계적 측면), 저임금 및 기타 경제적·사회적 조건 등의 통일적 입장만이 중소기업 존립의 구체적인 조건을 규정하는 데 있어서 타당한 것이다. 이와 같이 중소기업을 존립시키는 구체적 조건을 기술적 조건과 경제적·사회적 조건과 분리하면 전자로서는 ① 동력 및 기술적 분업의 발달, ② 기술의 복잡성·특수성에 의해 표준화가 어려운 경우가 있고, 후자에 있어서는 ① 임금이 저렴하고, ② 소자본으로 할 수 있고, ③ 시장적 특수성을 갖는 경우로서, 특히 ③은 수요변동이 심하고 불안정한 것, 수요량이 적거나 수요가 다종다양한 경우, 수요가 단기적인 것, 그리고 시장의 상황 등으로 파악할 수 있다.

## 발생 원인
중소기업의 발생 원인에는 첫째 수직적 발생원인이 있다. 즉, 독점자본의 성립에 수반하여 한편으로는 자본의 집중에 의한 대기업의 성립과 이것에 따른는 생산의 다양화에 의하여 작업단위가 간소화되고 생산과정의 수직적 분화와 독립, 상당한 보조부문이 없이 보조적 분업발달의 가능성을 초래하며, 다른 한편으로는 자본의 분산과 축소가 많은 중소기업 경영을 발생시킨다. 그리하여 중소기업은 대기업의 한 생산공정도 아니고, 한 생산공정 내의 특수공정 혹은 특수부문을 갖는 형태로서, 또는 대기업에 정복되지도 않고 또한 정복하지도 않는 분야로서 존재한다.
둘째, 횡적인 발생원인이 있다. 이것은 공장의 직공출신 기술자, 경영지식이 밝은 사무원 출신이 퇴직금 등을 투자하여 중소기업을 시작하는 경우, 또는 브로커, 도매상의 점원 출신이나 토지를 잃은 지주 등이 전환하는 경우, 인플레이션 시대에 소자본을 가진 자가 기업을 시작하는 것등 여러 가지 경우가 있다.

## 조직화
중소기업 분야는 수요 면에서의 대량생산조건의 성숙, 생산 면에서의 기술혁신에 의한 대량생산방식의 확립, 산업정책 면에서 조성되는 각종 형태의 기업합병 등 여러 가지 요인에 의하여 복잡한 양상을 띠며 변동된다. 이러한 산업분야의 변동은 산업자본 전개방향의 일반적 유형에 의하여 설명될 수 있는데, 공업에 있어서의 자본은 그 기업의 주요수단인 생산과정에 투하되어 확대순환을 반복하며 그 과정에서 기업의 내부에서의 발전이 한계에 달하면 자금력을 지닌 대기업들은 안정 또는 확대수요의 확보와 잉여자금에 의한 새로운 부가가치를 추구하고자 점차 활동분야를 확장하는 동시에 관련분야에도 유기적으로 대처하고, 경우에 따라서는 이제까지의 생산수단과는 전혀 다른 방향으로 경영활동을 전개한다.
중소기업은 규모가 작고, 규모의 잠재적 경제성은 존재하지만 어떤 제약조건 때문에 규모의 현실적 경제성이 없으며, 필요한 자본액이 적은 산업분야 등에 집중적으로 존재하고 있다. 중소기업의 조직화는 중소기업의 취약한 경쟁력, 불리한 거래조건 및 과도경쟁의 비효율 등에 의한 것이다. 조직화의 목적으로는 다음과 같은 것을 들 수 있다.
1. 조직의 힘에 의하여 조직원의 개별기업을 조성함으로써 그 경쟁력을 강화하며, 조직의 형태는 협동조직의 양상을 나타낸다.
2. 개별기업의 경영을 조직 가운데 흡수·집약화하여 협동의 경영체계에까지 이를 끌어올리는 것으로 조직의 형태는 협업조직으로 되어 있다.
3. 과도경쟁의 방지 내지 조정과 중소기업 전체의 개선을 도모한다.

이와 같은 협동조직화의 목적은 조직원의 개별기업을 조성함으로써 그 개별기업의 경영합리화를 도모하는 데 있다. 즉, 개별기업의 독립성을 유지하면서, 구매·판매·보관 등을 공동으로 행함으로써 중소기업에 대기업이 누리고 있는 대규모경제의 이익을 실현시켜 대기업에 대항하여 자기를 방위할 수 있도록 하는 것이다. 이러한 조직화는 흔히 자유경쟁을 저해하는 것으로 이해되고 있지만, 산업자본주의가 독점자본주의로 이행됨에 따라 중소기업은 조직화에 의하여 비로소 자유로운 경쟁을 확보할 수 있는 것이다. 그러므로 자본주의 경영체제하의 협동조직은 자본주의를 근본적으로 부정하는 것이 아니고, 그 틀 안에서 중소기업의 공정한 경제활동의 기회를 확보하려는 것이다.

## 특성
중소기업이란 그 규모가 상대적으로 작은 기업을 말하며, 중소기업의 의미는 2가지 측면에서 고찰될 수 있다.
첫째는 질적(質的) 규정으로서, 대기업과 중소기업을 구분하는 것은 그 목적과 환경에 따르며 또한 그 규모를 측정하는 기준에도 생산액(총생산액 혹은 순생산액)·자산액·동력의 크기·종업원 수 등 여러 가지가 있을 수 있으나, 일반적인 특성으로는 다음과 같다.
1. 중소기업은 소유와 경영이 분리되어 있지 않다. 따라서 1인의 소유자가 경영자를 겸하는 개인기업의 경우가 전형적이다. 회사의 형태를 갖는 경우에도 소유자는 3∼4인에 불과하고, 이들이 경영을 분담하며, 경영자와 노동자가 직접적으로 접촉한다.
2. 자금조달은 주식이나 사채(社債)의 발행에 의존하지 않고, 상업신용·은행신용 및 축적수익에 의한다.
3. 기업활동의 범위가 전형적으로 지방(地方)적이므로, 그 존립이 지역사회에 밀착되어 있다.

이와 같은 특성 외에도 일반적으로 중소기업은 저생산성(低生産性), 저임금수준, 높은 창업률과 도산율 및 과도경쟁 등의 특성을 갖는 산업군(産業群)으로서, 이러한 여러 가지 특성은 결국 중소기업의 소규모성에 기인되는 것이다. 또한 중소기업의 소규모성은 대기업의 존립을 전제로 성립하는 것인 만큼, 그 특성도 대기업의 발전에 따르는 대기업과 중소기업의 상대적 관계에 따라 달라질 수도 있다. 즉 중소기업의 특성은 절대적인 독자성을 가지는 것이 아니며, 경제환경의 변동에 따르는 대기업과의 관계에서 규정되는 중소기업의 존립문제에 귀결된다고 볼 수 있다.
둘째는 양적(量的) 규정으로서, 그 기준에는 종업원수·자본금·총자산·자기자본 및 매출액 등 여러 가지가 있으나, 이러한 제조건은 기업규모를 구분하는데 있어서 다음과 같은 장점과 단점을 지니고 있다.
1. 종업원의 기준이 가장 일반적으로 사용되지만, 대상산업(對象産業)이 노동집약적인가 또는 자본집약적인가에 따라서 중소기업성의 규모를 구분하는 데 문제가 있다.
2. 자본금은 개인기업인 경우는 파악하기가 어려우며, 차입금이 많은 기업과 적은 기업이 동일하게 취급된다는 문제가 있다.
3. 총자산액으로는 타인자본 의존도가 높은 기업과 낮은 기업의 규모격차를 파악하기가 어렵다.
4. 매출액은 경기변동과 회전율에 따라 크게 영향을 받는다는 문제점을 가지고 있다.

따라서 중소기업의 양적 규모를 규정하는 기준은 각국마다 다소 다르다. 그 내용을 보면, 먼저 종업원수를 일반적인 기준으로 하고 여기에 일본에서는 자본금, 미국에서는 매출액·총자산 및 자기자본액이 사용되며, 서독에서는 종업원수가 획일적으로 사용되고 있다.

## 계열화
계열화는 하청제도가 더욱 발달하여 양자의 관계가 보다 밀접하게 됨으로써 상호협력공장이나 전속하청공장 등을 형성하는 단계를 말한다. 이러한 계열화 단계에서는 자재·자금·설비·기술·경영 등의 면에서 모기업(母企業)이 하청기업을 보호 육성하고 모기업의 경영이념을 침투시켜 양자는 어느 정도 긴밀한 고정적 관계를 갖게 된다.
대규모경제의 유리성(有利性)에도 불구하고 중소기업은 존재하고 있다. 왜냐하면 중소기업은 대기업이 발전하는 정도에 따라서만 그 지반(地盤)을 상실한다. 그리고 대규모경제를 이룩하는 대규모기업이 처음부터 있는 것은 아니며, 이를 위하여 필요한 자본을 축적하는 데 상당한 시간이 필요하며, 따라서 소자본을 희생시키면서 대자본이 발전하는 과정은 점진적인 것이다. 따라서 불완전 경쟁은 중소기업의 시장을 보호함으로써 중소기업의 존립 능력에 중요한 요인이 되는 것이다. 또한 각 생산제품이 특성을 달리 하고 있는 경우에는 소비자의 특정제품에 대한 기호(嗜好), 특정기업에 대한 애착, 관습 등과 같은 불합리한 요인에 의하기도 하며, 특히 노동시장의 불완전성은 중소기업의 존립요인이 되고 있다.

## 업종별 중소기업
법 시행령 별표 1, 〈중소기업의 업종별 상시 근로자 수, 자본금 또는 매출액의 규모기준(제3조제1항제1호 관련)〉에 근거하며, 숫자는 분류기호이다.
- 제조업(C):상시 노동자 수 300명 미만 또는 자본금 80억원 이하
- 광업(B):상시 노동자 수 300명 미만 또는 자본금 30억원 이하
- 건설업(F)
- 운수업(H)
- 출판, 영상, 방송통신 및 정보서비스(J):상시 노동자 수 300명 미만 또는 매출액 300억원 이하
- 사업시설관리 및 사업지원서비스업(N)
- 보건 및 사회복지사업(Q)
- 농업, 임업 및 어업(A):상시 노동자 수 200명 미만 또는 매출액 200억원 이하
- 전기, 가스, 증기 및 수도사업(D)
- 도매 및 소매업(G)
- 숙박 및 음식점업(I)
- 금융 및 보험업 (K)
- 전문, 과학 및 기술 서비스업(M)
- 예술, 스포츠 및 여가관련사업(R)
- 하수처리, 폐기물 처리 및 환경 복원업(E):상시 근로자 수 100명 미만 또는 매출액 100억원 이하
- 교육 서비스업(P)
- 수리 및 기타서비스업(S)
- 부동산업 및 임대업(L):상시 노동자 수 50명 미만 또는 매출액 50억원 이하

## 자본주의 경제와 중소기업
자본주의 경제에 있어서 중소기업문제가 경제문제로 제기된 것은 자본주의 경제가 발전함에 따라 대기업 또는 독점기업이 발달하게 되고, 이러한 대기업 또는 독점기업은 중소기업보다도 경제활동에 있어서 유리한 위치에 있는 반면에 중소기업은 규모의 '영세성'으로 인하여 대기업에 비하여 경제활동에 있어 불리한 위치를 갖게 되기 때문이다. 이처럼 경제활동의 관점에서 볼 때 열등한 위치에 놓여 있는 중소기업이 왜 또는 어떻게 존립하고 있는가 하는 문제가 중소기업문제의 중심이 되고 있다.
중세의 봉건사회로부터 산업혁명 이후 산업자본주의의 진전에 따라 근대적 대기업이 발전하였음에도 불구하고 전기적 수공업·농촌가내공업이 어째서 또는 어떻게 존립하는가 하는 소공업의 문제가 있었다. 또한 독점자본주의 단계에서는 근대적 거대독점기업이 경제사회를 지배함에도 불구하고 여전히 중소기업 문제가 경제문제로 존속하는 한 이 문제가 중소기업문제의 중심과제가 될 수밖에 없다.
이러한 중소기업문제는 두 가지 관점에서 고찰되고 있는데, 그 하나는 중소기업은 대기업이나 독점기업에 비하여 경제활동에 있어서 불리하기 때문에 결국은 소멸할 것이라는 관점이고, 다른 하나는 중소기업은 경제활동의 불리함에도 불구하고 계속 존속할 것이라는 관점이다. 전자는 대규모 경제의 법칙, 자본축적의 일반적 법칙 등에 입각한 것이며, 후자는 불완전경쟁이론·적정규모론·소기업존속조건론·독점구조론 등에 입각한 것이다.
자본주의경제의 발전과정에서 중소기업의 존립가능성은 부인할 수 없다는 전제하에, 중소기업의 경영상의 일반적 특성을 스탤리(E. Staley)와 모스(R. Morse)는 (1) 경영이 상대적으로 전문화되어 있고, (2) 경영자와 종업원 및 고객간의 개인적인 접촉이 밀접하며, (3) 자금조달이 곤란하고, (4) 기업체의 수가 많다고 규정하고 있다. 카플란(A. D. H. Kaplan)은 (1) 소기업은 소유와 경영이 분리되어 있지 않은 기업으로 1인의 소유자가 경영자를 겸하는 개인기업의 경우가 전형적이며, 회사형태를 갖는 경우에도 소유자는 3∼4인에 불과하다. (2) 자금조달은 주식이나 사채의 발행에 의존하지 않고 상업신용·은행대출 및 자기자본 또는 축적이익에 의존한다. (3) 주로 그 지역사회에 밀착되어 있으므로 기업의 활동범위가 지극히 제한되어 있다고 규정하고 있다. 이와 같은 경영상의 특성 외에도 중소기업은 일반적으로 저생산성·저임금, 높은 창업률과 도산율(倒産率) 및 과당경쟁 등의 특성을 갖는 산업군(産業群)이라는 것을 지적하고 있다. 그러나 이러한 여러 가지 특성은 결국 중소기업의 소규모성에 연유하는 것이며, 또한 중소기업의 소규모성의 의미는 대기업의 존재를 전제조건으로 하므로 그 특성도 대기업의 발전에 따른 대기업과 중소기업의 상대적 변동관계에 따라 변동될 수밖에 없다.

## 양적 범위
중소기업의 개념을 양적으로 규정하는 기준에는 종업원·자본금·총자산·자기자본·타인자본·매출액 등 여러 가지가 있으나 그 나라의 경제발전 정도에 따라 기업규모를 구분하는 데 있어 다음과 같은 장·단점을 가지고 있다.
1. 종업원 기준이 가장 일반적으로 사용되지만 이것은 대상 산업이 자본집약적인가 또는 노동집약적인가에 따라 중소기업성·기업규모를 구분하는 데에 문제가 있다.
2. 자본금은 개인기업인 경우에는 파악하기 어려우며, 차입금이 많은 기업과 적은 기업이 동일하게 처리된다는 문제가 있다.
3. 총자산액으로는 타인자본의존도가 높은 기업과 낮은 기업의 규모격차를 파악하기 어렵다.
4. 매출액은 경기변동과 회전율에 따라 크게 영향받는다는 문제점이 있다.

따라서 중소기업의 양적 범위를 규정하는 기준은 각국별로 다소의 차이점을 보이고 있는데, 그에 의하면 원칙적으로 ① 공업 기타 제조업 또는 운송업을 주된 사업으로 경영할 때는 상시근로자 300인 이하, ② 건설업의 경우 상시근로자 200인 이하, ③ 사업 기타 서비스업을 주된 사업으로 경영할 때는 상시 근로자 20인 이하인 사업체(자)를 중소기업(자)으로 구분하되 다만 업종의 특성과 자선의 규모를 참작하여 일부 업종은 업종별로 상시근로자 또는 자산총액의 규모를 기준으로 하여 별도 구분하고 있다. 또한 시책별 특성에 따라 특히 필요하다고 인정할 때에는 따로 법률이 정하는 바에 의하여 '중소기업협동조합법'상의 중소기협을 중소기업자로 할 수 있다고 규정하고 있다.

## 같이 보기
- 대기업
- 공기업